# 12601 Tiffanyswann
A 12601 Tiffanyswann (ideiglenes jelöléssel 1999 RO178) a Naprendszer kisbolygóövében található aszteroida. A LINEAR projekt keretében fedezték fel 1999. szeptember 9-én.